# Bertha Rottmann
Bertha oder Berta Rottmann (geboren 25. Mai 1864 in Schweinfurt; gestorben 19. Februar 1908 in Berlin) war eine deutsche Malerin.

## Leben und Werk
Es ist wenig über das Leben der Malerin bekannt. Laut Standesamtregister von Tiel (Niederlande) hat sich Berta Rottmann dort zwischen 1881 und 1891 aufgehalten.
Thieme/Becker berichten über Altarbilder in den Kirchen St. Adalbero (Würzburg), St. Emmeram (Regensburg), St. Laurentius in Heidenfeld und St. Peter und Paul (Rimpar). Das Altarbild „Adalbero verzichtet auf das Bistum Würzburg“ schenkt sie in ihrem Todesjahr 1908 der Pfarrkirche St. Adalbero.
In ihren letzten Lebensjahren malte sie ein Porträt des Bamberger Erzbischofs Friedrich Philipp von Abert. Das Bild hängt im Rathaus von dessen Geburtsstadt Münnerstadt. Ein weiteres Ölgemälde ist das „Portrait des Generalmajor Oswald Zimpelmann in Uniform“.